# モロッコ国鉄E1100形電気機関車
モロッコ国鉄E1100形電気機関車は、モロッコ国鉄（ONCF）が1977年に導入した、日立製作所製の直流電気機関車である。この項目では、同じく日立製作所がONCF向けに製造したE1200形電気機関車、E1250形電気機関車についても解説する。

## 概要

### 導入までの経緯
2016年の時点で、ONCFが所有する総延長3,600 kmの鉄道路線のうちおよそ75％（1,580 km）が直流1,500 Vで電化されている。これらの電化路線にはフランスからの独立後も含め長らくフランス国鉄（SNCF）と同型の機関車が導入され続けていたが、1975年にポーランド・パファヴァグ製の電気機関車・E1000形が初のフランス以外のメーカーが製造した電気機関車として導入された。しかし、この機関車は設計上の問題で台車の異常摩耗が頻発するという欠陥を抱えており、既存のフランス・アルストム製の車両についても構造上摩耗や油漏れなどの対策に手間が生じていた。そこで1977年から1985年にかけて、日本からの円借款によって計42両が導入されたのが、E1100形を始めとする日立製の電気機関車である。

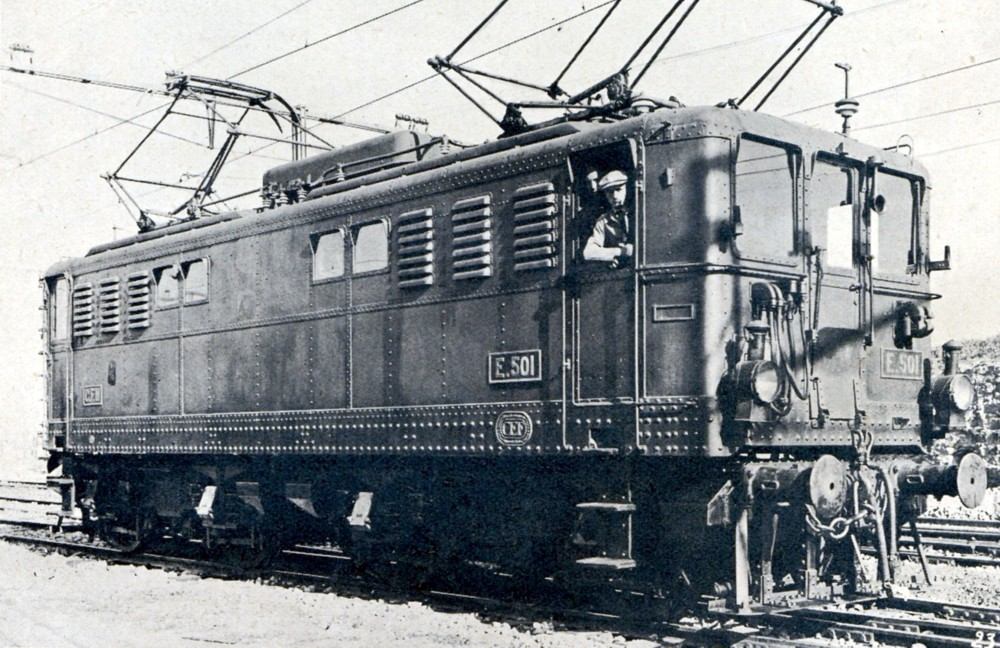
E500形電気機関車 フランス国鉄にも同型の機関車が在籍していた
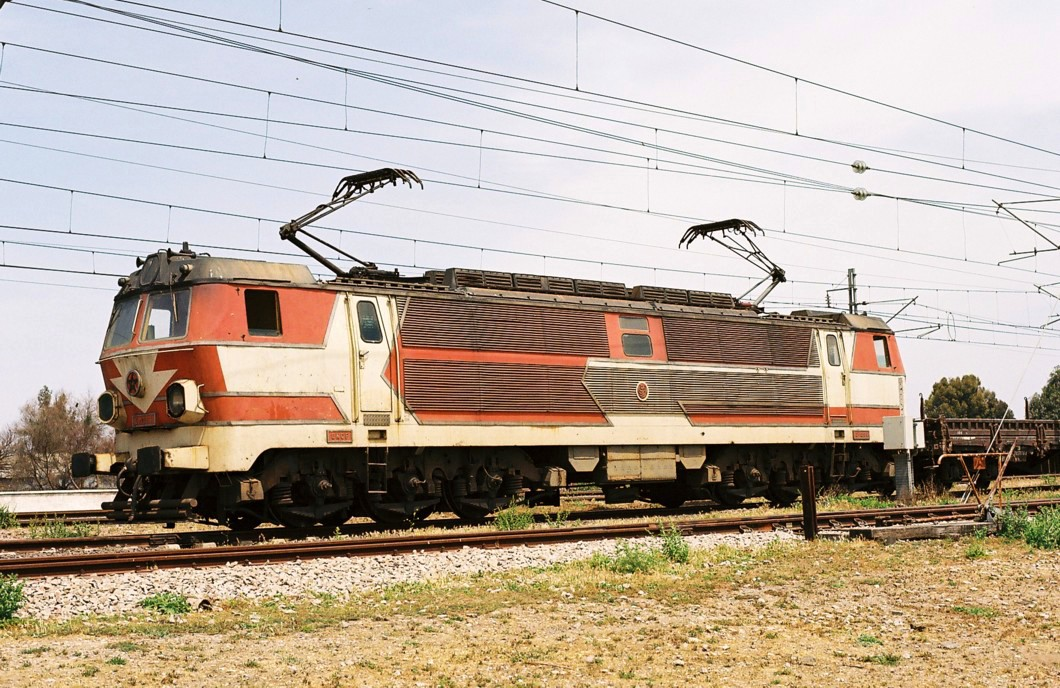
E1000形電気機関車 台車に欠陥を抱えていた

### 構造
19,700mmの箱型車体を有し、全面窓の上部は屋根がひさし状に突出している。塗装はクリーム色を基調に赤色の帯を前面・側面に加えており、前面窓周りは茶色で塗られている。長距離運転時の運転室の居住性を考慮し、内部には冷蔵庫やクッキングヒーター、ロッカーなどを搭載している。
80両編成、総重量4,800tのリン鉱石列車などの大重量貨物列車を牽引するため再粘着装置を搭載し、粘着性能を向上させている。制御装置は抵抗制御および弱め界磁制御を採用し、下りの勾配区間などで使用する発電ブレーキも備えている。車軸配置はC-C型で、台車はコイルバネを緩衝装置として使用している。製造時の集電装置は下枠交差型パンタグラフであった。
1977年に22両が日本からモロッコへ輸出された。

## E1200形
大重量貨物列車用として1982年に5両が輸出された電気機関車。
最大15 ‰の勾配やR350 mの曲線が連続するシディ・カセム - メクネス間に導入される事を考慮し、制輪子の摩耗を軽減するために発電ブレーキを強化し、貨車との間の空気ブレーキの作用頻度を減少させている。また回生ブレーキも装備しておりエネルギー消費の低下も図っている。
車体についてもE1100形よりも長い全長21,700 mmとなり、前面も中央部が突出した形状に変更されている。集電装置についても菱形パンタグラフに変更されている。
なお、E1100形も含め、貨物列車用の電気機関車の台車は東芝製のものを使用している。

## E1250形
1984年から1985年にかけて12両が輸出された旅客用電気機関車。
車体はE1200形と同型であるものの、塗装が一部異なっており、集電装置もシングルアームパンタグラフに変更されている。4 ‰の上り勾配で650 tの列車を最高速度160 km/hで牽引可能な性能を有しており、主電動機を台車の梁に固定するリンク式駆動を採用している。また大容量の電気ブレーキを装備し、高速運転時の制動力を確保している。
なお、客車の冷暖房用および機関車自体の補助電源用として、主電動機に加えて容量670kVAのインバータによる補助電源装置を備えており、製造当時世界最大のサイリスタSIVであった。

## 運用
1977年の導入以降、E1100形を始めとする日立製電気機関車は故障の少なさや性能の高さが評価され、長期に渡って第一線で使用されている。だが、耐用年数と考えられる30年を超えて使用された結果老朽化による故障が頻発し、スペアパーツの高騰もしくは製造中止などの問題も生じ始めた。ONCFの高い維持管理技術力により車両自体は良好な状態を保っているものの、2013年12月の時点で8両の休車が発生し、そのうち4両は修理の目途が立たず長期休車状態となっていた。更に旅客用電気機関車であるE1250形については台車の亀裂が多発しており、最高速度を下げて運転する状態となっていた。
その現状を踏まえ、国際協力機構（JICA）は老朽化した電装機器の最新型への交換、E1250形の台車交換に伴う貨物用機関車への用途変更などを伴うリニューアルを提案している。
なお、E1250形以降に導入された電気機関車についてはフランス・アルストム製のものに戻っており、上記の休車に伴う不足分についてもフランス国鉄からのBB36000形のリースによって賄われている。

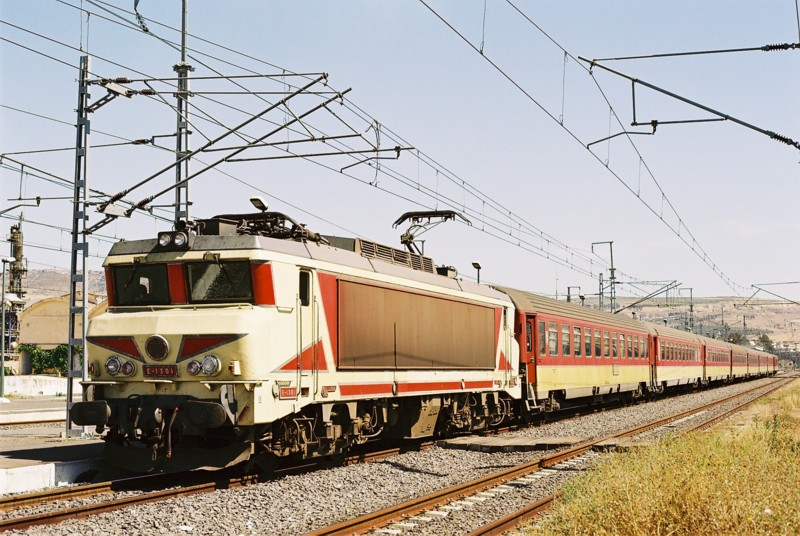
E1300形電気機関車 E1250形以降に導入されたアルストム製の機関車である
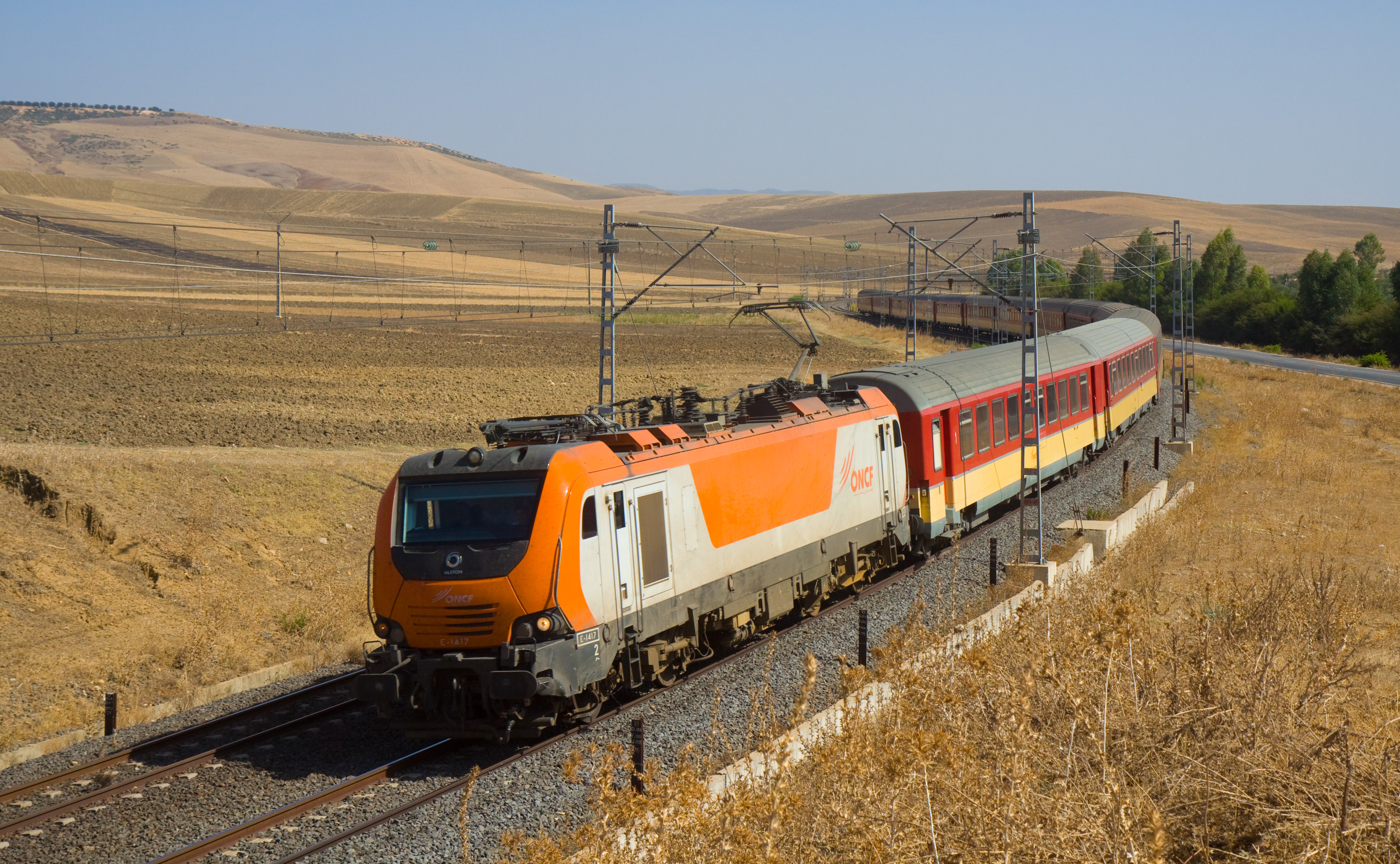
E1400形電気機関車 アルストムの標準型機関車「プリマ」を採用
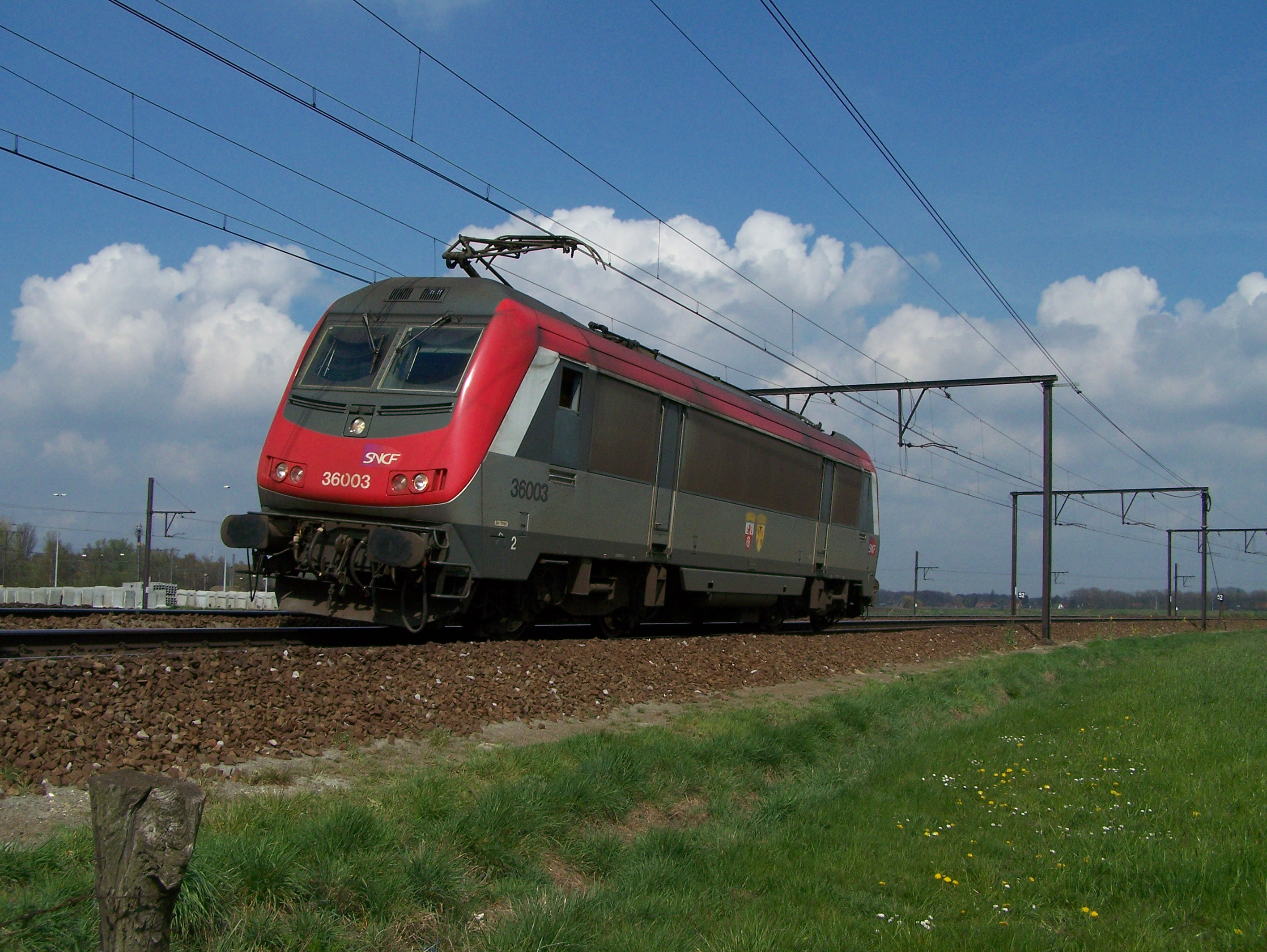
フランス国鉄BB36000形 一部車両がONCFへリースされている

## 参考資料
- 石田周二、笠井健次郎『交通ブックス 124 電気機関車とディーゼル機関車』成山堂書店、2015年6月。ISBN 978-4-425-76231-6。
- 田邊幸男「モロッコ王国へ輸出された日本製電気機関車たち」『鉄道ジャーナル』第30巻第4号、鉄道ジャーナル社、1996年4月、121-123頁。
- 日本鉄道車両輸出組合 (2011年2月). “私のビジネス回顧録 モロッコ国鉄（ONCF）向け電気機関車×42両座談会 [第3回（最終）]” (PDF). 2019年1月12日閲覧。
- 国際協力機構 (2015年1月). “モロッコ国 国鉄輸送力増強事業（Ⅳ）準備調査 ファイナル・レポート（先行公開版）” (PDF). 2019年1月12日閲覧。